# واکنش داکین–وست
واکنش داکین–وست(به انگلیسی: Dakin–West reaction) یک واکنش شیمیایی در شیمی آلی است که طی آن یک اسید آمینه در حضور انیدرید اسید و یک باز (به طور معمول پیریدین)، به یک کتو-آمید تبدیل می‌شود. این واکنش به افتخار دو شیمیدان به نام‌های هنری درایزدال داکین و رندولف وست، نامگذاری شده است.

## سازوکار
سازوکار این واکنش به صورت زیر است: